# Dorothy Weston
Dorothy Weston (21 de febrer de 1900 − 17 de març de 1981) fou una jugadora tennis australiana.
Va disputar dues finals de Grand Slam en dobles femenins però no va poder aconseguir el títol.

## Torneigs de Grand Slam

### Dobles femenins: 2 (0−2)
| Resultat  | Núm. | Any  | Campionat                    | Parella               | Oponents                                       | Marcador |
| --------- | ---- | ---- | ---------------------------- | --------------------- | ---------------------------------------------- | -------- |
| Finalista | 1.   | 1928 | Australian Championships     | Kathleen Le Messurier | Daphne Akhurst Cozens Esna Boyd Robertson      | 3−6, 1−6 |
| Finalista | 2.   | 1932 | Australian Championships (2) | Kathleen Le Messurier | Coral McInnes Buttsworth Marjorie Cox Crawford | 2−6, 2−6 |